# Гіббонс (Альберта)
Гіббонс (англ. Gibbons) — містечко в Канаді, у провінції Альберта, у складі муніципального району Стерджон.

## Населення
За даними перепису 2016 року, містечко нараховувало 3159 осіб, показавши зростання на 4,3%, порівняно з 2011-м роком. Середня густина населення становила 421,3 осіб/км².
З офіційних мов обидвома одночасно володіли 160 жителів, тільки англійською — 3 000. Усього 110 осіб вважали рідною мовою не одну з офіційних, з них 20 — українську.
Працездатне населення становило 1 720 осіб (74,8% усього населення), рівень безробіття — 9,3% (10,9% серед чоловіків та 6,6% серед жінок). 90,4% осіб були найманими працівниками, а 8,1% — самозайнятими.
Середній дохід на особу становив $58 487 (медіана $48 768), при цьому для чоловіків — $76 588, а для жінок $37 964 (медіани — $70 656 та $32 600 відповідно).
29,3% мешканців мали закінчену шкільну освіту, не мали закінченої шкільної освіти — 17,8%, 53% мали післяшкільну освіту, з яких 11,1% мали диплом бакалавра, або вищий.
| Статево-вікова структура населення | Статево-вікова структура населення | Статево-вікова структура населення | Статево-вікова структура населення | Статево-вікова структура населення |
| ---------------------------------- | ---------------------------------- | ---------------------------------- | ---------------------------------- | ---------------------------------- |
|                                    |                                    |                                    |                                    |                                    |
| Всього                             | Всього                             | 50,6%49,4%                         |                                    |                                    |
| 0 — 14 років                       | 0 — 14 років                       |                                    | 23,9%                              | 23,9%                              |
| 15 — 64 років                      | 15 — 64 років                      |                                    | 67%                                | 67%                                |
| 65 і більше                        | 65 і більше                        |                                    | 9%                                 | 9%                                 |
| 85 і більше                        | 85 і більше                        |                                    | 1%                                 | 1%                                 |
| Середній вік (років)               | Середній вік (років)               | 34,635,0                           | 34,8                               | 34,8                               |
| Медіана (років)                    | Медіана (років)                    | 33,834,1                           | 34,0                               | 34,0                               |
| — чоловіки — жінки                 |                                    |                                    |                                    |                                    |

| Походження мешканців:     | Походження мешканців:     | Походження мешканців: | Походження мешканців: | Походження мешканців: |
| ------------------------- | ------------------------- | --------------------- | --------------------- | --------------------- |
| Походження                |                           |                       | осіб                  | %                     |
| Корінні американці        | Корінні американці        |                       | 380                   | 12.03%                |
| Інше північноамериканське | Інше північноамериканське |                       | 1 370                 | 43.37%                |
| Європейське               | Європейське               |                       | 2 430                 | 76.92%                |
| британське                | британське                |                       | 1 620                 | 51.28%                |
| французьке                | французьке                |                       | 505                   | 15.99%                |
| українське                | українське                |                       | 535                   | 16.94%                |
| Карибське                 | Карибське                 |                       | 20                    | 0.63%                 |
| Африканське               | Африканське               |                       | 20                    | 0.63%                 |
| Азійське                  | Азійське                  |                       | 45                    | 1.42%                 |

| Зайнятість населення за галузями (за класифікацією NOC): | Зайнятість населення за галузями (за класифікацією NOC): | Зайнятість населення за галузями (за класифікацією NOC): | Зайнятість населення за галузями (за класифікацією NOC): | Зайнятість населення за галузями (за класифікацією NOC): |
| -------------------------------------------------------- | -------------------------------------------------------- | -------------------------------------------------------- | -------------------------------------------------------- | -------------------------------------------------------- |
|                                                          |                                                          |                                                          |                                                          |                                                          |
| Управління                                               | Управління                                               |                                                          | 7,7%                                                     | 7,7%                                                     |
| Бізнес, фінанси та адміністрування                       | Бізнес, фінанси та адміністрування                       |                                                          | 13,9%                                                    | 13,9%                                                    |
| Природничі та прикладні науки                            | Природничі та прикладні науки                            |                                                          | 4,1%                                                     | 4,1%                                                     |
| Охорона здоров'я                                         | Охорона здоров'я                                         |                                                          | 4,4%                                                     | 4,4%                                                     |
| Освіта, правозахист, муніципальні та урядові служби      | Освіта, правозахист, муніципальні та урядові служби      |                                                          | 16,5%                                                    | 16,5%                                                    |
| Мистецтво, культура, відпочинок та спорт                 | Мистецтво, культура, відпочинок та спорт                 |                                                          | 1,2%                                                     | 1,2%                                                     |
| Роздрібна торгівля та послуги                            | Роздрібна торгівля та послуги                            |                                                          | 12,4%                                                    | 12,4%                                                    |
| Гуртова торгівля, транспорт та обладнання                | Гуртова торгівля, транспорт та обладнання                |                                                          | 33%                                                      | 33%                                                      |
| Природні ресурси, сільське господарство                  | Природні ресурси, сільське господарство                  |                                                          | 2,4%                                                     | 2,4%                                                     |
| Виробництво                                              | Виробництво                                              |                                                          | 3,5%                                                     | 3,5%                                                     |

## Клімат
Середня річна температура становить 2,2°C, середня максимальна – 21,2°C, а середня мінімальна – -21,9°C. Середня річна кількість опадів – 461 мм.
| Клімат поселення                              | Клімат поселення | Клімат поселення | Клімат поселення | Клімат поселення | Клімат поселення | Клімат поселення | Клімат поселення | Клімат поселення | Клімат поселення | Клімат поселення | Клімат поселення | Клімат поселення | Клімат поселення |
| Показник                                      | Січ.             | Лют.             | Бер.             | Квіт.            | Трав.            | Черв.            | Лип.             | Серп.            | Вер.             | Жовт.            | Лист.            | Груд.            |                  |
| Середній максимум, °C                         | −8,25            | −4,16            | 1,32             | 10,47            | 17,22            | 21,23            | 20,79            | 20,17            | 15,00            | 9,43             | −0,69            | −7,7             |                  |
| Середня температура, °C                       | −15,07           | −10,98           | −5,48            | 3,66             | 10,40            | 14,43            | 16,09            | 15,48            | 10,30            | 4,70             | −5,41            | −12,41           |                  |
| Середній мінімум, °C                          | −21,88           | −17,78           | −12,29           | −3,16            | 3,59             | 7,61             | 11,39            | 10,77            | 5,59             | 0,04             | −10,1            | −17,1            |                  |
| Норма опадів, мм                              | 24               | 13               | 18               | 24               | 46               | 85               | 90               | 59               | 39               | 21               | 23               | 19               |                  |
| Середньомісячна швидкість вітру, м/с          | 3.10             | 3.10             | 3.30             | 3.60             | 3.60             | 3.20             | 3.00             | 2.90             | 3.10             | 3.30             | 3.20             | 3.20             |                  |
| Середньомісячна сонячна радіація, кДж/м²·день | 3324             | 6916             | 12187            | 17368            | 20526            | 21872            | 22071            | 18459            | 12502            | 7370             | 3661             | 2434             |                  |
| --------------------------------------------- | ---------------- | ---------------- | ---------------- | ---------------- | ---------------- | ---------------- | ---------------- | ---------------- | ---------------- | ---------------- | ---------------- | ---------------- | ---------------- |
| Джерело:                                      |                  |                  |                  |                  |                  |                  |                  |                  |                  |                  |                  |                  |                  |